# Phantasmagoria (відеогра)
Phantasmagoria (укр. Фантасмагорія; також відома, як Roberta Williams' Phantasmagoria) — пригодницька point-and-click відеогра з елементами жахів відеоігрової дизайнерки Роберти Вільямс, розроблена та випущена компанією Sierra On-Line 1995 року. Sierra активно просувала гру. Вона отримала змішані відгуки, заслуживши похвалу за графіку та напружену атмосферу, в той час як її критикували за повільний темп і легкі головоломки. Гра також викликала суперечки, особливо через сцену зґвалтування. CompUSA та інші роздрібні торговці відмовилися продавати її, релігійні організації та політики засудили її, а в Австралії їй взагалі відмовили в класифікації. Продовження "Фантасмагорія: Головоломка з плоті" вийшов у 1996 році, хоча Вільямс не брав у ньому участі.